# Cais de Santo Amaro
O Cais de Santo Amaro é uma instalação portuária portuguesa, localizada na freguesia da Santo Amaro, concelho de São Roque do Pico, ilha do Pico, arquipélago dos Açores.
Esta instalação portuária é principalmente utilizada para fins piscatórios e de recreio.